# Crema bávara

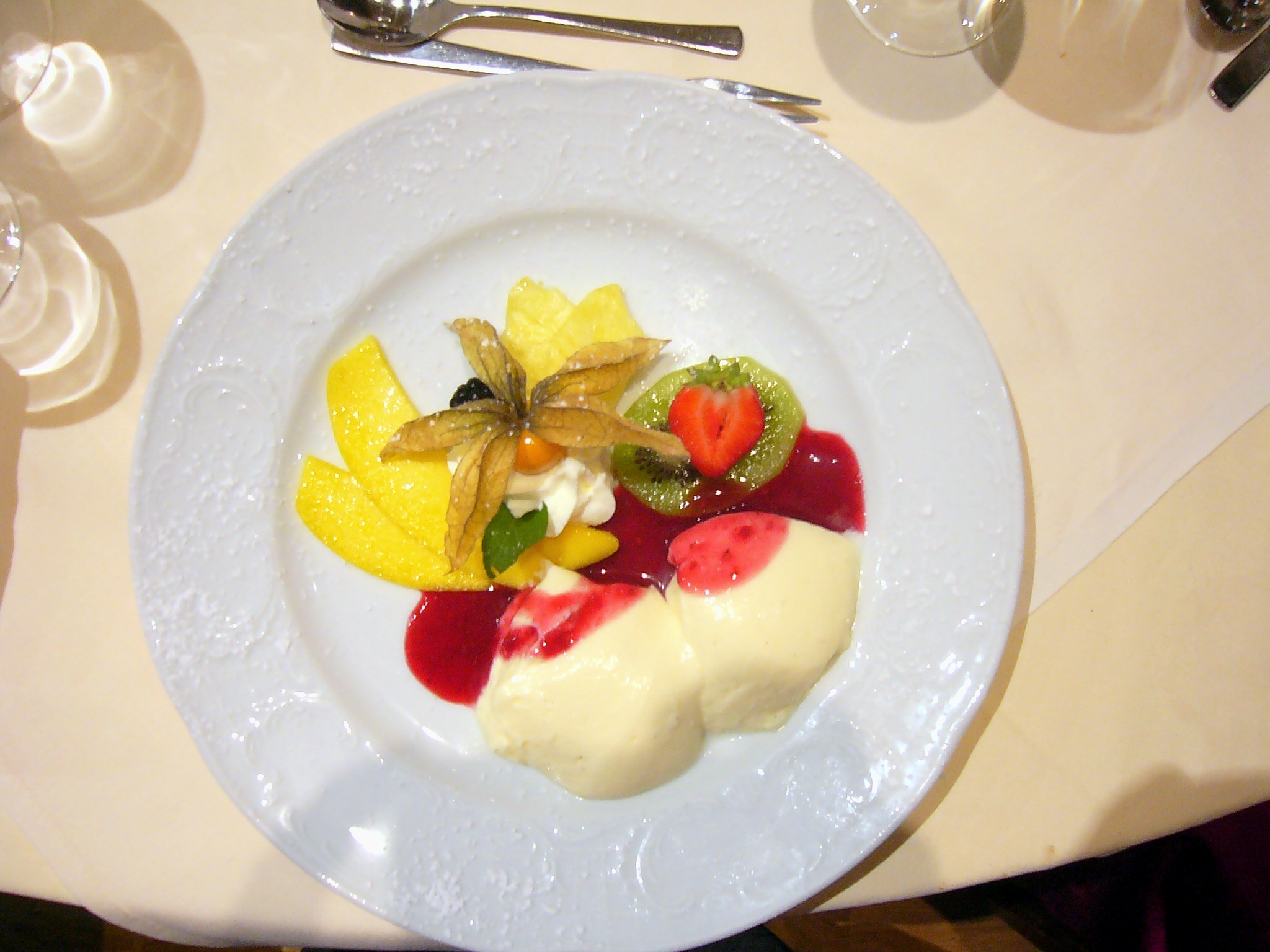
Crema bávara presentada con frutas.

La crema bávara, crème bavaroise, o simplemente el bavarois o en España, la bavaroise (del francés bavarois en masculino, bávaro, y bavaroise en femenino, bávara, significando 'de Baviera') es un postre frío de origen francés que suele llevar gelatina, crema inglesa y nata montada.

## Historia
Es una invención de Marie-Antoine Carème, o de un chef anterior. Se le dio el nombre a comienzos del siglo XIX por Baviera o lo más probable en la historia de la alta cocina, que haya sido por un distinguido visitante bávaro, como un Wittelsbach.

## Clases debavarois
Generalmente los bavarois suelen hacerse con toda clase de frutas, incluidas las tropicales como el mango o la piña, pero existen versiones con café, chocolate o licores:
- Bavarois de fresas: Suele hacerse con la gelatina infusionada en zumo de fresas y se presenta con fresones coronando el postre.
- Bavarois de limón: A la gelatina se le añade ralladura de limón y se le agrega un concentrado de limón con azúcar.
- Bavarois de frambuesas: Se sitúan las bayas al final de plato, pudiendo napar el postre.